# Djupviken, Norrbotten
Djupviken är en sjö i Piteå kommun i Norrbotten och ingår i Lillpiteälvens huvudavrinningsområde. Sjön har en area på 0,0637 kvadratkilometer och ligger 156,2 meter över havet.

## Delavrinningsområde
Djupviken ingår i det delavrinningsområde (727828-173064) som SMHI kallar för Utloppet av Pelloträsket. Medelhöjden är 179 meter över havet och ytan är 10,05 kvadratkilometer. Räknas de 36 avrinningsområdena uppströms in blir den ackumulerade arean 320,8 kvadratkilometer. Avrinningsområdets utflöde Lillpiteälven mynnar i havet. Avrinningsområdet består mestadels av skog (64 procent). Avrinningsområdet har 1,82 kvadratkilometer vattenytor vilket ger det en sjöprocent på 18,1 procent.